# 盔唇瓢虫族
盔唇瓢虫族（学名：Chilocorini）是瓢虫科的一个类群，其种类广泛分布于世界各地。该族昆虫主要以捕食介壳虫为生，许多种类被广泛应用于害虫的生物防治。盔唇瓢虫族在瓢虫科内的分类地位一直存在争议，经多次修订后盔唇瓢虫族分为22个属约280余种。

## 分类
盔唇瓢虫族由法国昆虫学家艾蒂安·穆尔山（Étienne Mulsant）于1846年命名，仅包括盔唇瓢虫属（Chilocorus）和光瓢虫属（Exochomus）。1850年穆尔山将盔唇瓢虫族放入到亚科Gymnosomides中,并建立了Brumus、Orcus、Egius、Elpis、Corystes5个新属以及Cladis、Zagreus、Axion、Halmus、Harpasus、Curinus、Priasus7个亚属。之后的分类修订都是在此框架下展开。
到1932年，盔唇瓢虫族已包括21属（亚属）。2020年，最新修订后的盔唇瓢虫族共有22个属。
盔唇瓢虫族的属有：
- Arawana
- Axion
- 纵条瓢虫属（Brumoides）
- 珠润瓢虫属（Brumus）
- Chapinaria
- 盔唇瓢虫属（Chilocorus）
- 壮唇瓢虫属（Chujochilus)
- Cladis
- Curinus
- Endochilus
- 光缘瓢虫属（Exochomus）
- Halmus
- Harpasus
- Hypoceras
- Orcus
- 细齿光瓢虫属（Parexochomus）
- 平缘光瓢虫属（Priscibrumus）
- 任氏唇瓢虫属（Renius）
- Sicardiana
- Trichorcus
- 黑缘光瓢虫属（Xanthocorus）
- Zagreus

## 系统发育
盔唇瓢虫族在瓢虫科内的分类地位一直存在争议。1968年基于形态学特征将盔唇瓢虫族归入盔唇瓢虫亚科（Chilocorinae）并得到广泛认可。直到2007年将盔唇瓢虫族归入了瓢虫亚科（Coccinellinae），此后的大多数研究都支持这一分类。